# Probolodus
Probolodus is een monotypisch geslacht van straalvinnige vissen uit de familie van de karperzalmen (Characidae).

## Soort
- Probolodus heterostomus Eigenmann, 1911